# Noah Ngeny
Noah Ngeny (Kabenas, 2 november 1978) is een Keniaanse oud-atleet, die was gespecialiseerd in de 1500 m. Hij werd olympisch kampioen en meervoudig Keniaans kampioen in deze discipline. Op 5 september 1999 verbeterde hij in Rieti het wereldrecord op de 1000 m. Zijn snelste 1500 m liep hij als junior in 1997 in Monaco. Deze prestatie is niet erkend als wereldjeugdrecord, omdat er na afloop geen dopingcontrole werd gehouden.

## Loopbaan
Ngeny, een goede 1500 m-loper, had in het begin moeite om bij de wereldtop te geraken. Vele van zijn landgenoten zijn ook sterk op de middellange en lange afstand. Hij greep zijn kansen in 1999, toen hij zich voor de wereldkampioenschappen kon kwalificeren. In Sevilla werd hij in de finale alleen door wereldkampioen Hicham El Guerrouj verslagen. Op 5 september dat jaar verbeterde hij het achttien jaar oude wereldrecord op de 1000 m van de Britse hardloper Sebastian Coe naar 2.11,96.
Op de Olympische Spelen van Sydney in 2000 troffen beiden elkaar weer in de finale van de 1500 m. El Guerrouj, de wereldrecordhouder en tweevoudig wereldkampioen, was sinds de vorige Olympische Spelen slechts tweemaal verslagen en was de onomstreden favoriet. Ngeny maakte het verschil in de laatste 15 meter voor de finish en won onverwachts de wedstrijd.
Na dit succes boekte Ngeny geen overwinningen meer. Ook slaagde hij er niet in zich voor de Olympische Spelen van Athene in 2004 te kwalificeren. Aan het einde van 2006 zette hij een punt achter zijn atletiekcarrière.
Noah Ngeny is de broer van de 800 m-loper Philipp Kibitok.

## Titels
- Olympisch kampioen 1500 m - 2000
- Keniaans kampioen 1500 m - 1999, 2000

## Persoonlijke records
Outdoor
| Onderdeel   | Prestatie    | Datum            | Plaats    |
| ----------- | ------------ | ---------------- | --------- |
| 800 m       | 1.44,49      | 28 juli 2000     | Oslo      |
| 1000 m      | 2.11,96 (WR) | 5 september 1999 | Rieti     |
| 1500 m      | 3.28,12      | 11 augustus 2000 | Zürich    |
| 1 Eng. mijl | 3.43,40      | 7 juli 1999      | Rome      |
| 2000 m      | 4.50,08      | 30 juli 1999     | Stockholm |
| 3000 m      | 7.35,46      | 9 juni 2000      | Sevilla   |

Indoor
| Onderdeel   | Prestatie | Datum            | Plaats     |
| ----------- | --------- | ---------------- | ---------- |
| 1000 m      | 2.17,26   | 23 februari 2001 | Gent       |
| 1500 m      | 3.36,17   | 18 februari 2001 | Birmingham |
| 1 Eng. mijl | 3.53,31   | 15 februari 2001 | Stockholm  |
| 2000 m      | 4.56,40   | 25 februari 2001 | Liévin     |
| 3000 m      | 7.46,21   | 1 februari 2003  | Boston     |

## Palmares

### 800 m
- 2002:  Afrikaanse Militaire Spelen - 1:46,5

### 1500 m
- 1996: 8e WJK - 3.43,44
- 1998: 5e IAAF Grand Prix Finale - 3.33,81
- 1999:  WK - 3.28,73
- 1999:  IAAF Grand Prix - 3.28,93
- 2000:  IAAF Grand Prix - 3.36.62
- 2000:  OS - 3.32,07 (OR)
- 2001:  WK indoor - 3.51,63
- 2001: 4e IAAF Grand Prix - 3.34,76

### 1 Eng. mijl
- 2001:  Goodwill Games - 3.56,64

### Golden League-podiumplekken
800 m
- 2000:  Meeting Gaz de France – 1.46,15
- 2000:  Bislett Games – 1.44,49

1500 m
- 1998:  Herculis – 3.30,34
- 1998:  ISTAF – 3.33,54
- 1999:  Meeting Gaz de France – 3.28,84
- 1999:  Herculis – 3.29,79
- 1999:  Weltklasse Zürich – 3.30,28
- 1999:  Memorial Van Damme – 3.29,19
- 2000:  Golden Gala – 3.29,99
- 2000:  Weltklasse Zürich – 3.28,12

1 Eng. mijl
- 1999:  Golden Gala – 3.43,40
- 2001:  Bislett Games – 3.50,29

1896: Teddy Flack ·
1900: Charles Bennett ·
1904: Jim Lightbody ·
1908: Mel Sheppard ·
1912: Arnold Jackson ·
1920: Albert Hill ·
1924: Paavo Nurmi ·
1928: Harri Larva ·
1932: Luigi Beccali ·
1936: Jack Lovelock ·
1948: Henry Eriksson ·
1952: Josy Barthel ·
1956: Ron Delany ·
1960: Herb Elliott ·
1964: Peter Snell ·
1968: Kipchoge Keino ·
1972: Pekka Vasala ·
1976: John Walker ·
1980: Sebastian Coe ·
1984: Sebastian Coe ·
1988: Peter Rono ·
1992: Fermín Cacho ·
1996: Noureddine Morceli ·
2000: Noah Ngeny ·
2004: Hicham El Guerrouj ·
2008: Asbel Kiprop ·
2012: Taoufik Makhloufi ·
2016: Matthew Centrowitz ·
2020: Jakob Ingebrigtsen ·
2024: Cole Hocker